# Amplexidiscus

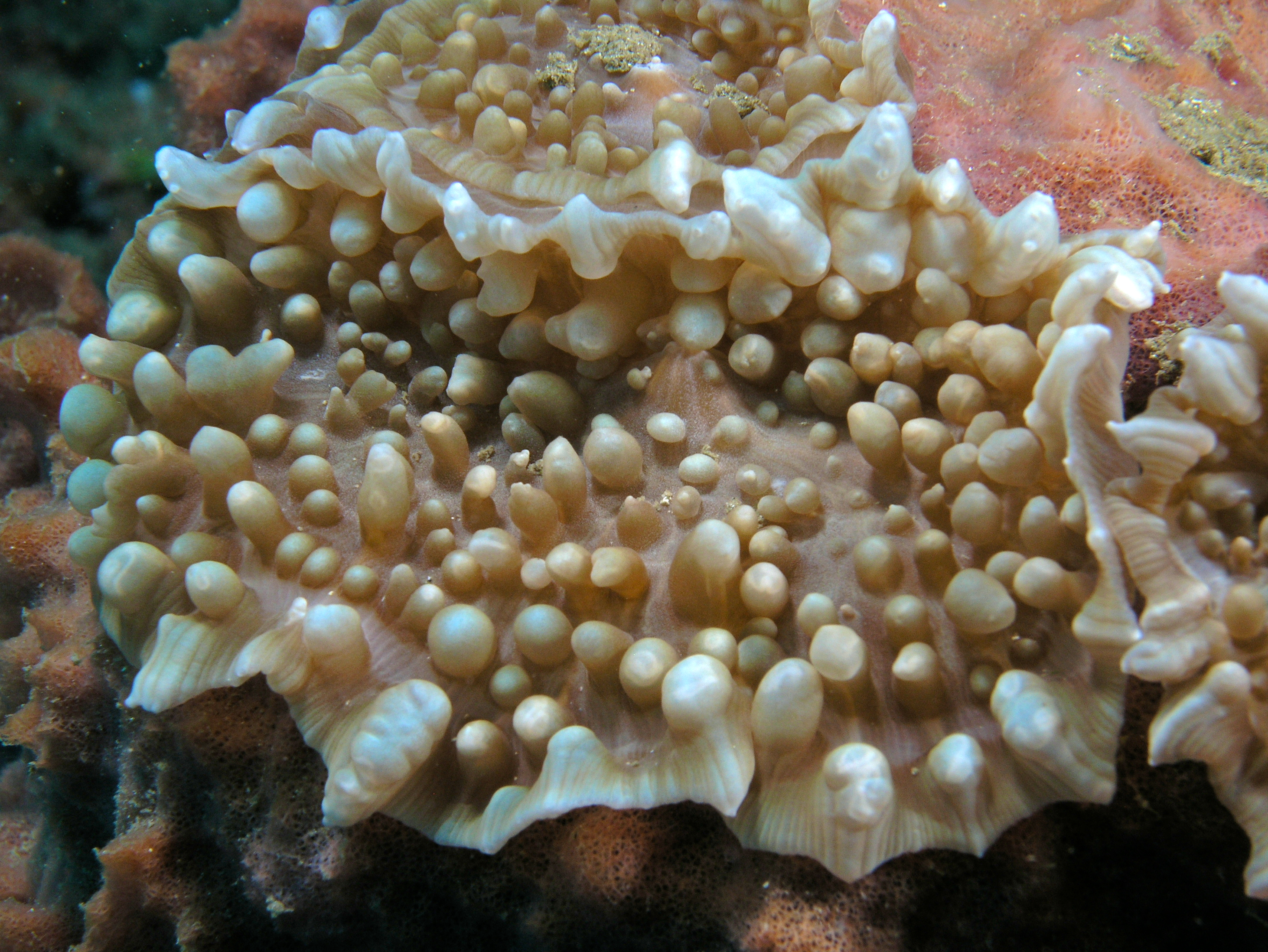
A. fenestrafer juvenil

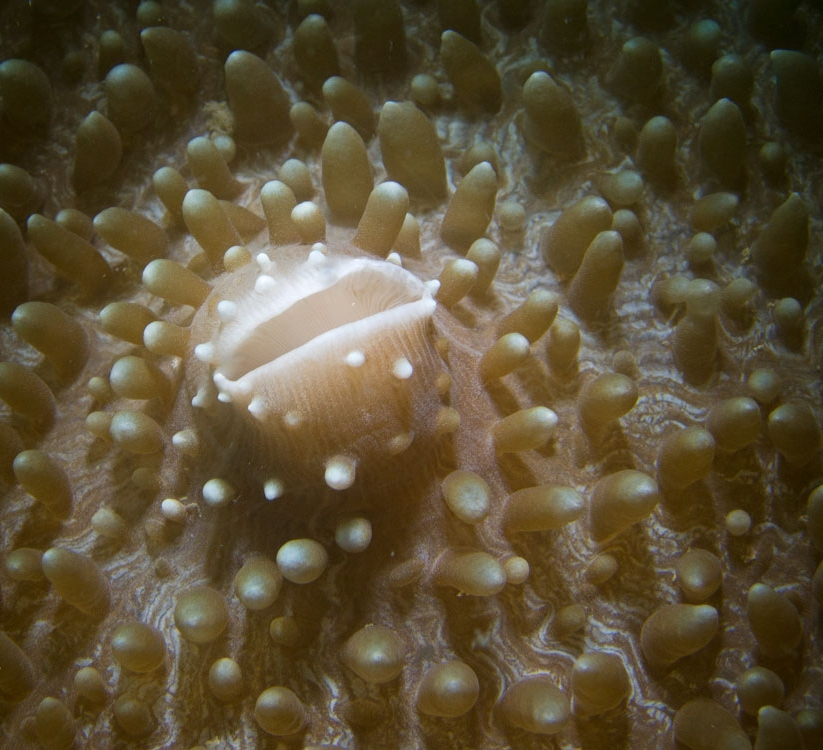
Boca y disco oral de A. fenestrafer

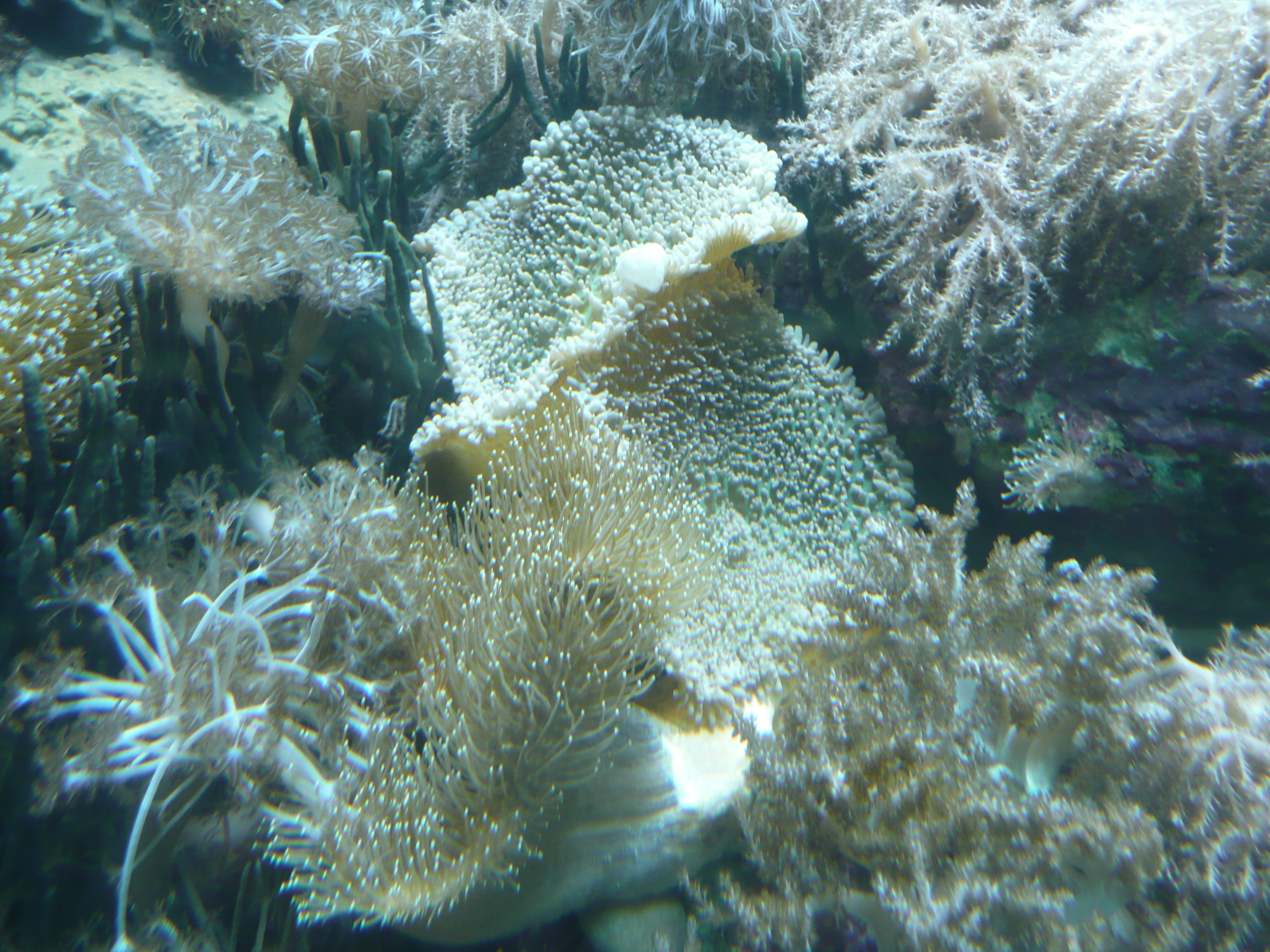
Amplexidiscus rodeado de octocorales en el Aquarium Tropical del Palais de la Porte Dorée. Paris, Francia.

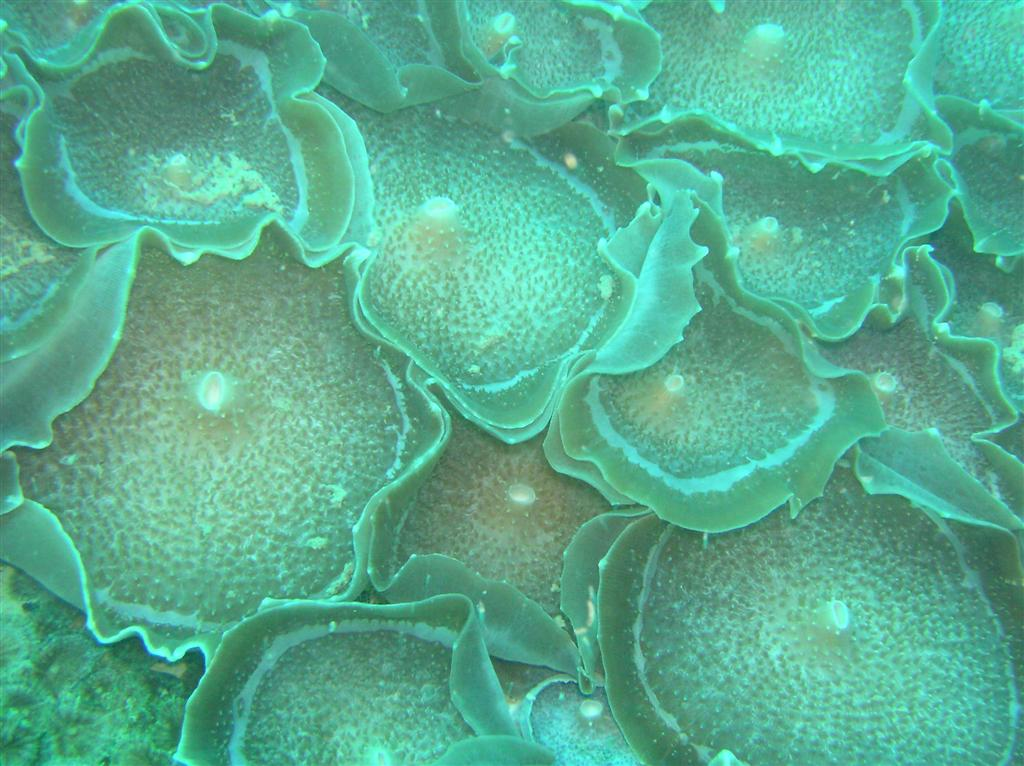
Grupo de Amplexidiscus

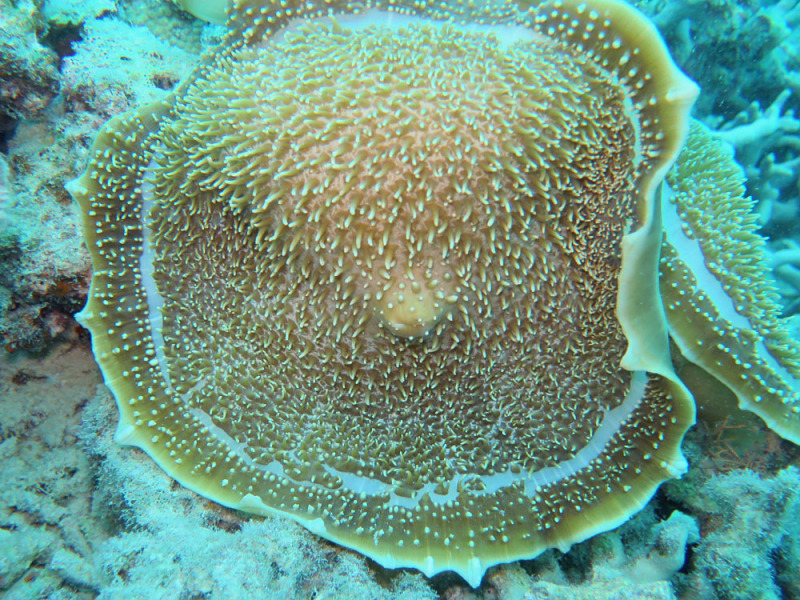
A. fenestrafer, de unos 25 cm de diámetro, en la laguna, cerca de isla Lizard, Australia

Amplexidiscus es un género de coral de la familia Discosomidae, orden Corallimorpharia. Es un género monoespecífico, cuya única especie es Amplexidiscus fenestrafer .

Su nombre común es oreja de elefante o champiñón copa gigante.

## Morfología
Como todos los géneros y especies de su orden, llamados falsos corales, tienen la misma estructura anatómica que los corales del orden Scleractinia, pero carecen de esqueleto.
Su cuerpo es cilíndrico y pequeño. Su extremo basal es un disco plano que funciona como pie, el disco pedal y su extremo apical es el disco oral, el cual tiene la boca y alrededor de ella, tentáculos cortos y redondeados, que portan cnidocitos, células urticantes provistas de neurotoxinas paralizantes en respuesta al contacto. El animal utiliza este mecanismo para evadir enemigos o permitirle ingerir presas más fácilmente hacia la cavidad gastrovascular.
Su tamaño alcanza los 45 cm de diámetro, siendo la especie mayor de su orden, Corallimorpharia.
Su cuerpo y sus tentáculos son carnosos y presentan una coloración marrón, blanco o gris verdoso.

## Hábitat y distribución
Habitan el interior de arrecifes, generalmente en aguas someras. En el sustrato de superficies rocosas y en zonas de corrientes moderadas a fuertes. Se encuentra solo o en pequeños grupos.
Se distribuye en el océano Indo-Pacífico tropical. 

## Alimentación
Como la mayoría de los corales, posee algas simbiontes, llamadas zooxantelas.  Las algas realizan la fotosíntesis produciendo oxígeno y azúcares, que son aprovechados por las anémonas y se alimentan de los catabolitos de la anémona (especialmente fósforo y nitrógeno). No obstante, se alimentan tanto de los productos que generan estas algas, entre un 75 y un 90 %, como de las presas de zooplancton o peces, que capturan con sus tentáculos y absorbiendo materia orgánica disuelta en el agua.

## Reproducción
Se puede reproducir asexualmente en tres modos:  partiéndose el pólipo por la mitad de su boca y generando un clon, lo que se denomina división o fisión; soltando partículas, desde el disco pedal u otras partes del animal, que evolucionarán a un nuevo animal, lo que se denomina reproducción por laceración y por brotes (budding, en inglés).
En la reproducción sexual, producen una larva plánula nadadora que, una vez en el fondo marino, desarrolla un disco pedal, se adhiere y crece hasta conformar un nuevo coral.

## Mantenimiento
Hay que tener precaución de no ubicarlo junto a otros corales, porque puede dañarlos.Es necesario dejar entre 15 a 20 cm de espacio entre este coral y los demás. Conviene mencionar que, aunque esté retirado de otros corales, puede llegar a afectarlos, porque usa redes mucosas para capturar partículas de comida y peces.
No debe cohabitar con peces o crustáceos lentos y/o pequeños, porque puede comérselos. 
Necesita un acuario maduro, con roca viva donde poder adherirse. 
Mantener el agua libre de amonio y fosfatos, nitratos por debajo de 20 partes por millón, y añadir yodo y elementos traza.
Cambios de agua semanales del 5% del volumen.